# Jaschnovia brevis
Jaschnovia brevis är en kräftdjursart som först beskrevs av Farran 1936.  Jaschnovia brevis ingår i släktet Jaschnovia och familjen Aetideidae. Inga underarter finns listade i Catalogue of Life.